# Waleri Wladimirowitsch Bardin

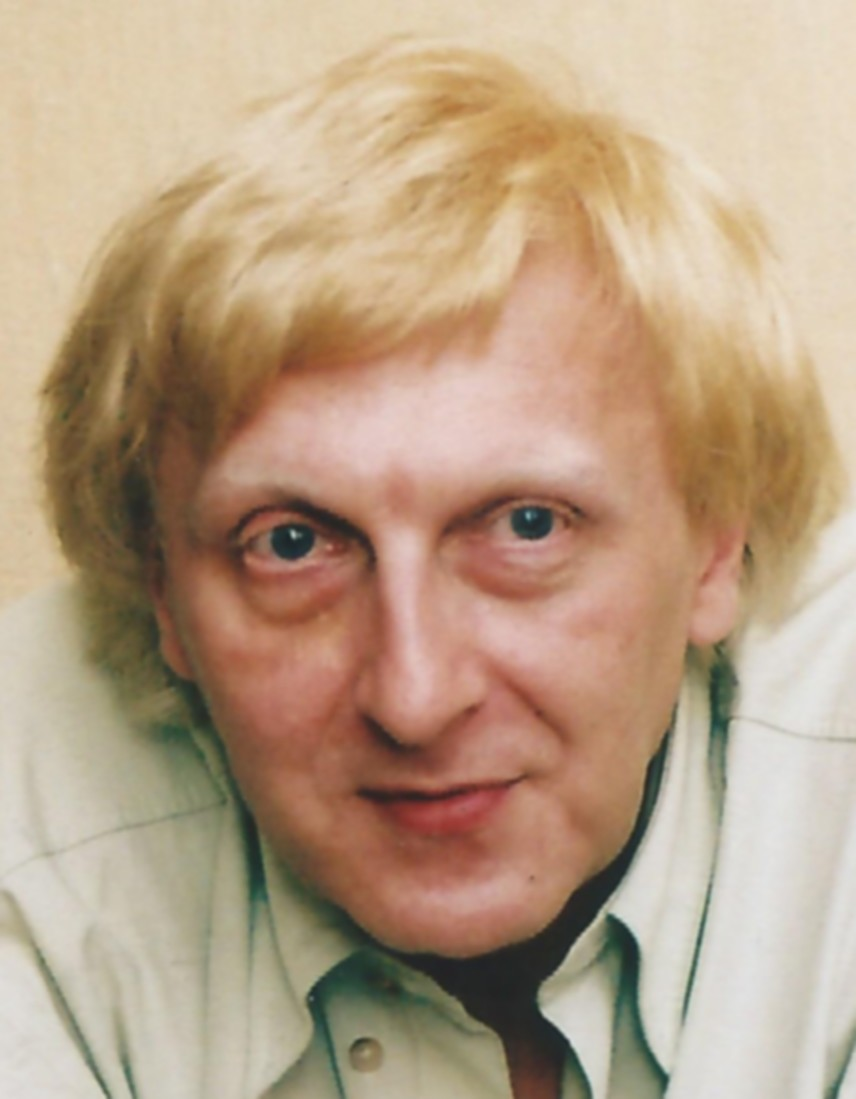
Waleri Wladimirowitsch Bardin

Waleri Wladimirowitsch Bardin (russisch Валерий Владимирович Бардин; * 6. Januar 1954 in Moskau; † 26. Dezember 2017 ebenda) war ein sowjetisch-russischer Informatiker und Unternehmer.

## Leben
Bardin, Sohn eines Militär-Aufklärers, studierte am Moskauer Ingenieur-Physik-Institut (MIFI) (seit 2009 Nationale Forschungsuniversität für Kerntechnik) mit Abschluss 1982 und arbeitete dann als Programmierer im Moskauer Kurtschatow-Institut für Atomenergie.
Im Rahmen der wissenschaftlichen Kernphysik-Arbeiten war Bardin mit der sowjetischen Computertechnikanwendung beschäftigt. Während des internationalen Wissenschaftsaustauschs lernte er das westliche Betriebssystem Unix kennen. Er entwickelte nun mit anderen den  sowjetischen Unix-Klon DEMOS (Dialogisches Einheitliches Mobilis Betriebssystem) auf der Basis der Berkeley Software Distribution. Dafür erhielt das Bardin-Kollektiv 1988 den Preis für Wissenschaft und Technik des Ministerrats der UdSSR. Mit den DEMOS-Computern baute Bardin mit seinen Kollegen das Rechnernetz Relcom (Reliable Communication) für die gesamte Sowjetunion auf. Bisher gab es nur das geschlossene Netz Akademset, das 1982 an den Internet-Vorläufer Arpanet angeschlossen worden war. Das Relcom-Netz wurde am 28. August 1990 über Finnland ans Internet angeschlossen.
Während des Augustputschs 1991 in Moskau spielte Bardin eine Schlüsselrolle bei der Aufrechterhaltung  des Betriebs des Relcom-Netzes. 1992 wurde er Direktor der Relcom-Aktiengesellschaft. Später war er Entwicklungsdirektor der Multimedia-Holding NSN (Nationaler Nachrichten-Dienst), der Nationalen Elektronischen Bibliothek für russische Massenmedien-Texte und der Medien-Datenbank Integrum. 2007 wurde er Entwicklungsdirektor und Miteigentümer der Gesellschaft Relteam. Er beschäftigte sich mit den Problemen der Verarbeitung großer Textmassen und entwickelte eine Methodik der thematischen Kategorisierung von Texten auf ontologischer Basis (Projekt Gitika). Sein automatisches System zur Kategorisierung von Nachrichten wird seit 2014 in der TASS eingesetzt.

## Ehrungen, Preise
- Preis des Ministerrats der UdSSR (1988)[2]
- Nationaler Internet-Preis  (2000)[2][6]